# Cephaloscyllium maculatum
Cephaloscyllium maculatum es una especie de peces de la familia Scyliorhinidae en el orden de los Carcharhiniformes.

## Hábitat
Es un pez de mar.